# Gyrodus
Gyrodus – wymarły rodzaj ryby kostnoszkieletowej z rzędu Pycnodontiformes i rodziny Pycnodontidae.
Ryba ta żyła w okresie od środkowej jury do późnej kredy w okolicach obecnej Europy. Największe rozprzestrzenienie i zróżnicowanie taksonomiczne Gyrodus przypada na późną jurę. Jej skamieniałości (dwie niekompletne żuchwy z pięter hoteryw i barrem) po raz pierwszy znaleziono na terenie Niemiec, a później opisywano je również m.in. z terenów Polski. Prawdopodobnie Gyrodus większość pokarmu zdobywał w przybrzeżnych siedliskach. Ponadto prowadził pelagiczny tryb życia, który umożliwił rybom z tego rodzaju osiągnięcie szerokiego zasięgu występowania.
Opisano ponad trzydzieści gatunków Gyrodus, jednak tylko dwa (G. hexagonus i G. circularis) na podstawie kompletnych szkieletów. Ważność pozostałych, opisanych na podstawie zębów, jest wątpliwa.

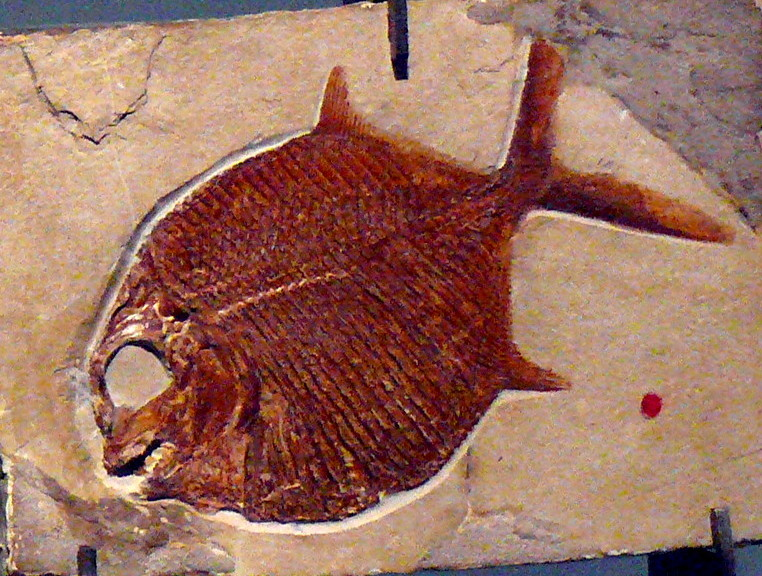
Skamieniałość Gyrodus hexagonus znaleziona w okolicach miasta Kelheim (Bawaria, Niemcy)